# 108e brigade de défense territoriale
Pour les articles homonymes, voir 108e brigade.
La 108e brigade de défense territoriale (en ukrainien : 108-ма окрема бригада територіальної оборони) est une brigade des forces de défense territoriale ukrainiennes basée dans l'oblast de Dnipropetrovsk et dépendant du Commandement opérationnel est.

## Historique
La brigade est formée en septembre 2018, dans la région de Dnipropetrovsk.
Depuis 2019, elle participe à des exercices militaires visant à former des réservistes à la défense du territoire ukrainien.
Comme le reste des unités de défense territoriales ukrainiennes, la 108e brigade est mobilisée dans le cadre de la guerre contre la Russie à partir de février 2022.
Elle contribue d'abord à la défense du sud de Donetsk dans la région de Velyka Novossilka, puis elle participe à la contre-offensive ukrainienne dans la région de Kherson.
En février 2023, la brigade est transférée dans la région de Zaporijjia.
Le 98e bataillon de défense territoriale « Azov-Dnipro », formé après le déclenchement de la guerre par des volontaires du régiment Azov, est transféré début 2023 à la 3e brigade d'assaut nouvellement formée en tant que bataillon mécanisé.
Le 3 septembre 2024, une unité de dronistes de la « 108e brigade de défense territoriale » a publié des images d'un « Drone dragon » libérant un agent incendiaire de manière continue pendant plusieurs secondes sur une zone boisée,.

## Structure

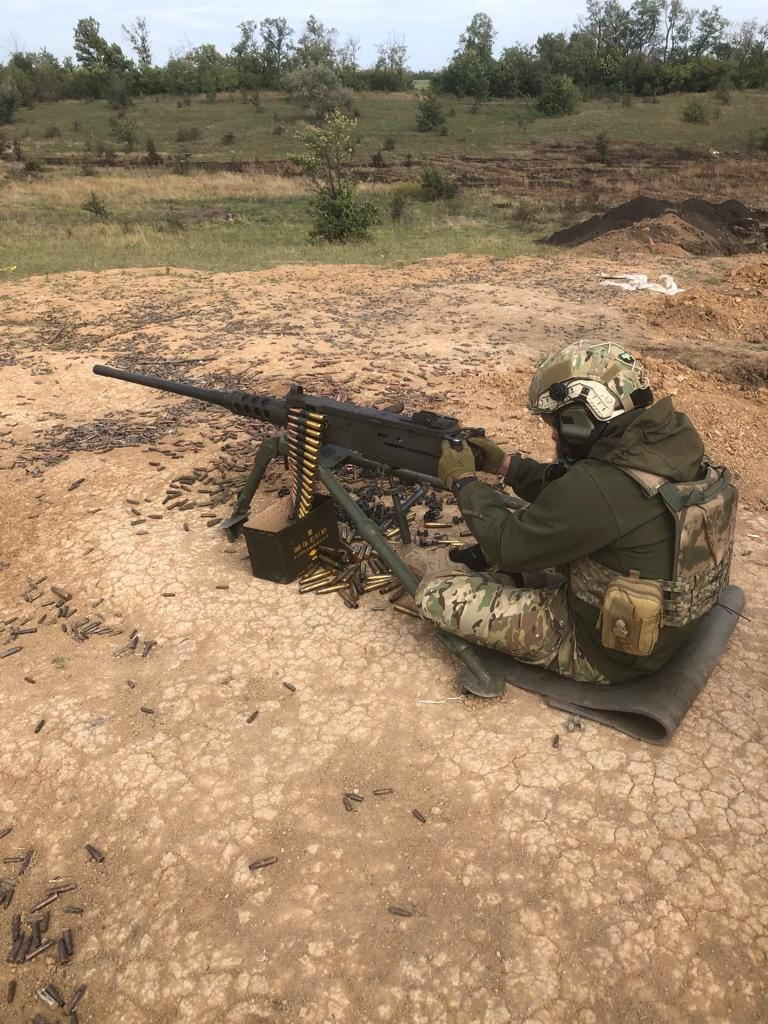
Soldat de la à l'entrainement en septembre 2022.

- État-major de la brigade (Dnipro) ;
  - 
    -  Compagnie de protection du QG ;

  -  98e bataillon de défense territoriale « Azov-Dnipro » (Dnipro)
    -  3e compagnie « Azov » [6],[7]

  -  99e bataillon de défense territoriale (Kamianske)[8]
  -  100e bataillon de défense territoriale (Nikopol)[9]
  -  101e bataillon de défense territoriale (Kryvyi Rih)[10]
  -  102e bataillon de défense territoriale (Novomoskovsk)
  -  103e bataillon de défense territoriale (Pavlohrad)
  -  203e bataillon de défense territoriale (Synelnykove)
  -  compagnie de contre-sabotage
  -  compagnie de Génie
  -  compagnie de communication
  -  compagnie de support matériel et technique
  -  peloton anti-aérien

## Commandement
- Lieutenant-colonel Oleksandr Oleksiyovytch Padetskyy